# Hathliodes virgatus
Hathliodes virgatus är en skalbaggsart som beskrevs av Stefan von Breuning 1938. Hathliodes virgatus ingår i släktet Hathliodes och familjen långhorningar. Inga underarter finns listade i Catalogue of Life.